# Fryderyk Wilhelm III (książę Saksonii-Altenburga)
Friedrich Wilhelm III (ur. 12 lipca 1657 w Altenburgu, zm. 14 kwietnia 1672 tamże) – książę Saksonii-Altenburga. Pochodził z rodu Wettynów. Jego władztwo było częścią Świętego Cesarstwa Rzymskiego Narodu Niemieckiego.
Urodził się jako drugi syn księcia Saksonii-Altenburga Fryderyka Wilhelma II i jego żony księżnej Magdaleny Sybilli. Po śmierci starszego brata – księcia Chrystiana 5 czerwca 1663 został następcą tronu, a 22 kwietnia 1669 kiedy zmarł jego ojciec stał się nowym monarchą. Koregencję w jego imieniu sprawowali wujowie – książę elektor Saksonii Jan Jerzy II i książę Saksonii-Zeitz Maurycy.
Zmarł bezżennie i bezpotomnie na ospę. Jego następcą został daleki krewny – książę Saksonii-Gotha Ernest I